# Kawasaki Ki-78

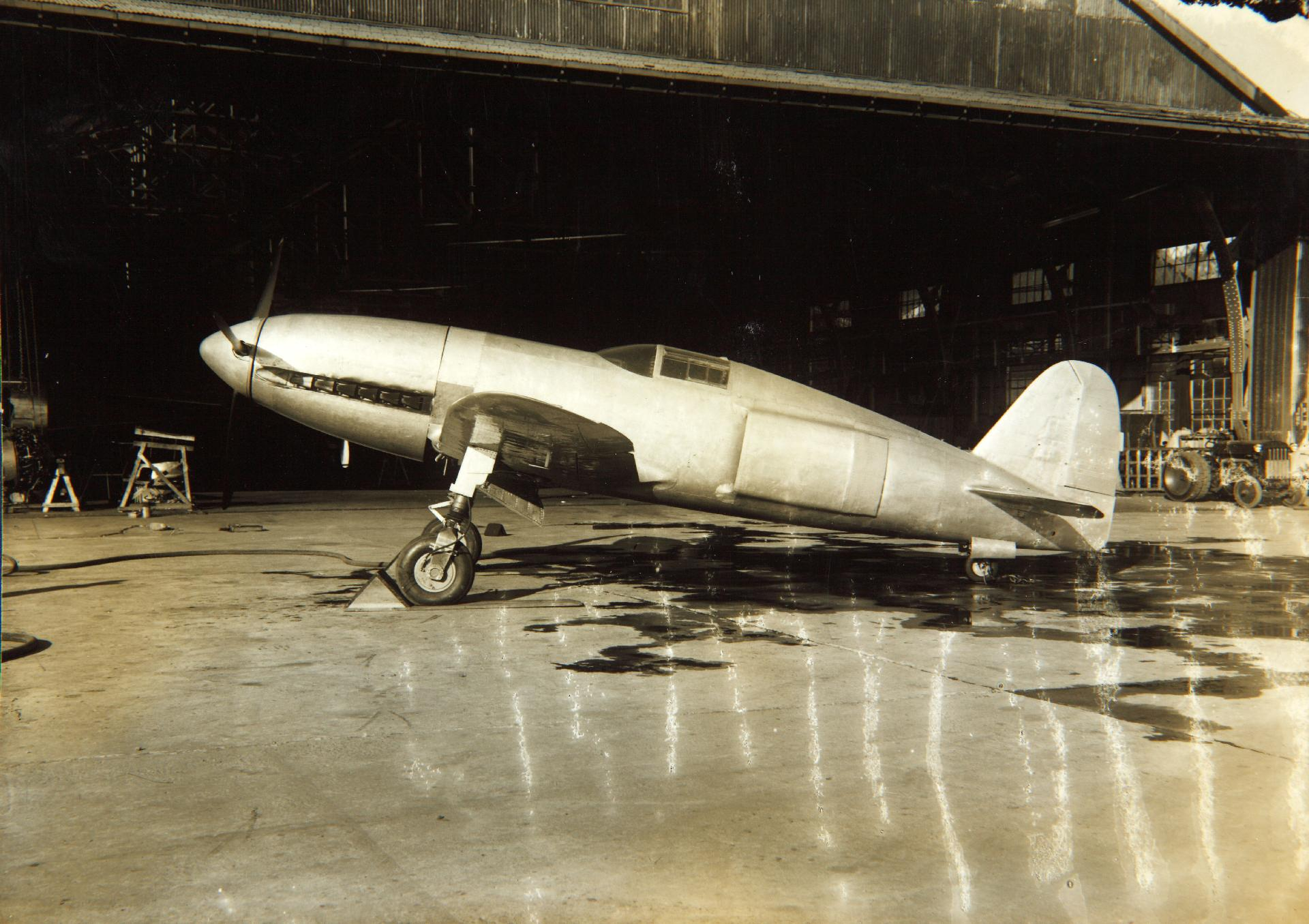
Kawasaki Ki-78.

Le Kawasaki Ki-78, initialement désigné sous le nom de Ken III (pour Kensan III), est un avion japonais de recherche pour la grande vitesse (après des projets de recherche sur des avions à long rayon d'action et à haute altitude), également destiné à tenter de battre le record mondial de vitesse absolue.
Développé par la Compagnie aérospatiale Kawasaki, il se base sur un groupe d'étude de l'université de Tokyo pour un fuselage aérodynamique et dispose d'un moteur Daimler-Benz DB 601 (en) construit sur licence.
Au début de la Seconde Guerre mondiale, l'ensemble du projet est repris par l'armée impériale japonaise qui lui donne la désignation de type militaire « Ki-78 ». Kawasaki reçoit la commande de construire deux prototypes dont la construction commence en septembre 1941. Le premier est achevé plus d'un an plus tard et effectue son premier vol le 26 décembre 1942. Une étude de faisabilité pour améliorer le Les performances de vol du KI-78 ont montré que d'importantes modifications de la cellule étaient nécessaires et, par conséquent, le projet est officiellement terminé après le 32e vol, le 11 janvier 1944. Le second Ki-78 n'a jamais été achevé.
Le prototype du Ki-78 a été détruit par les Américains à la fin de la guerre.

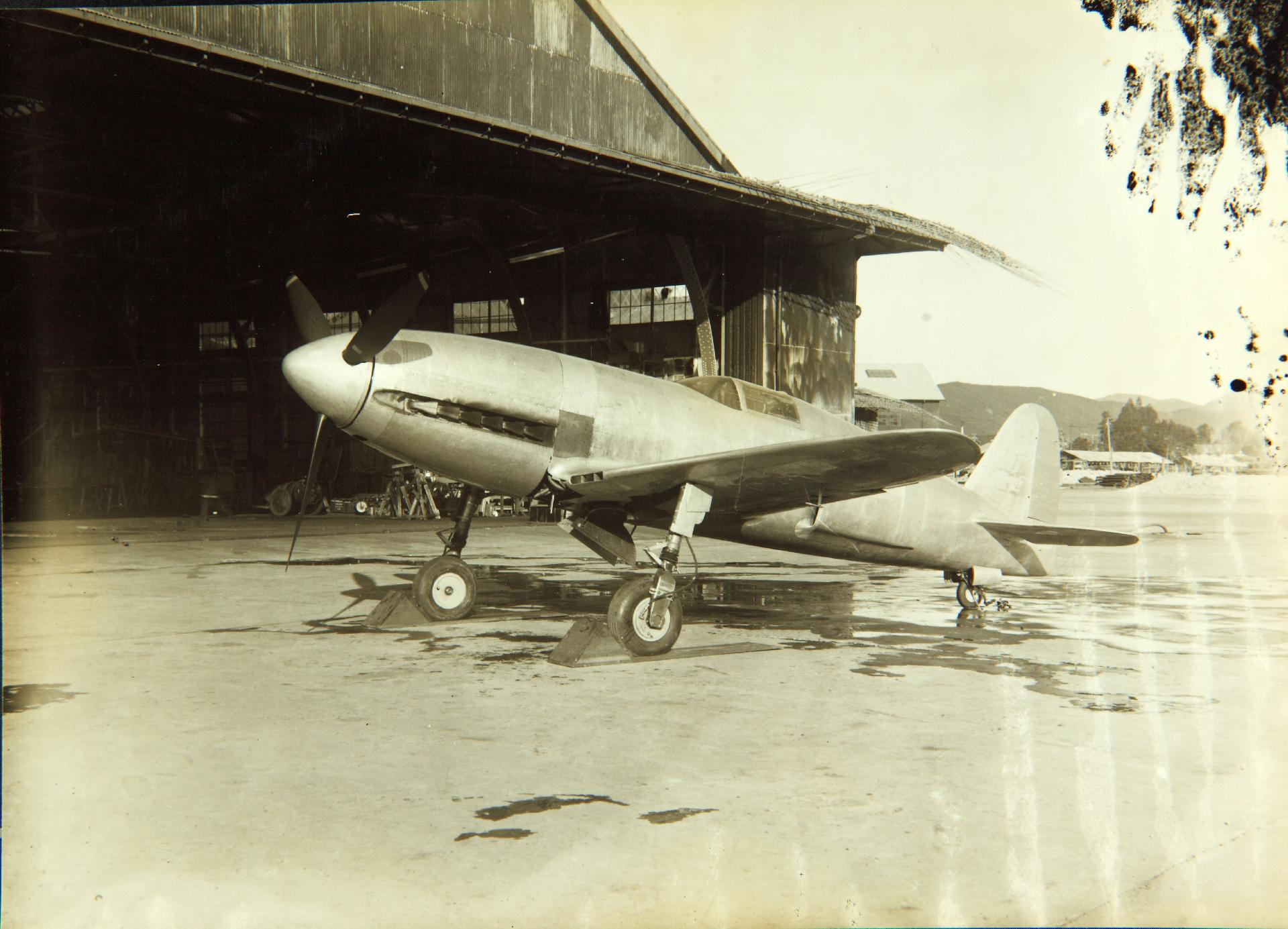
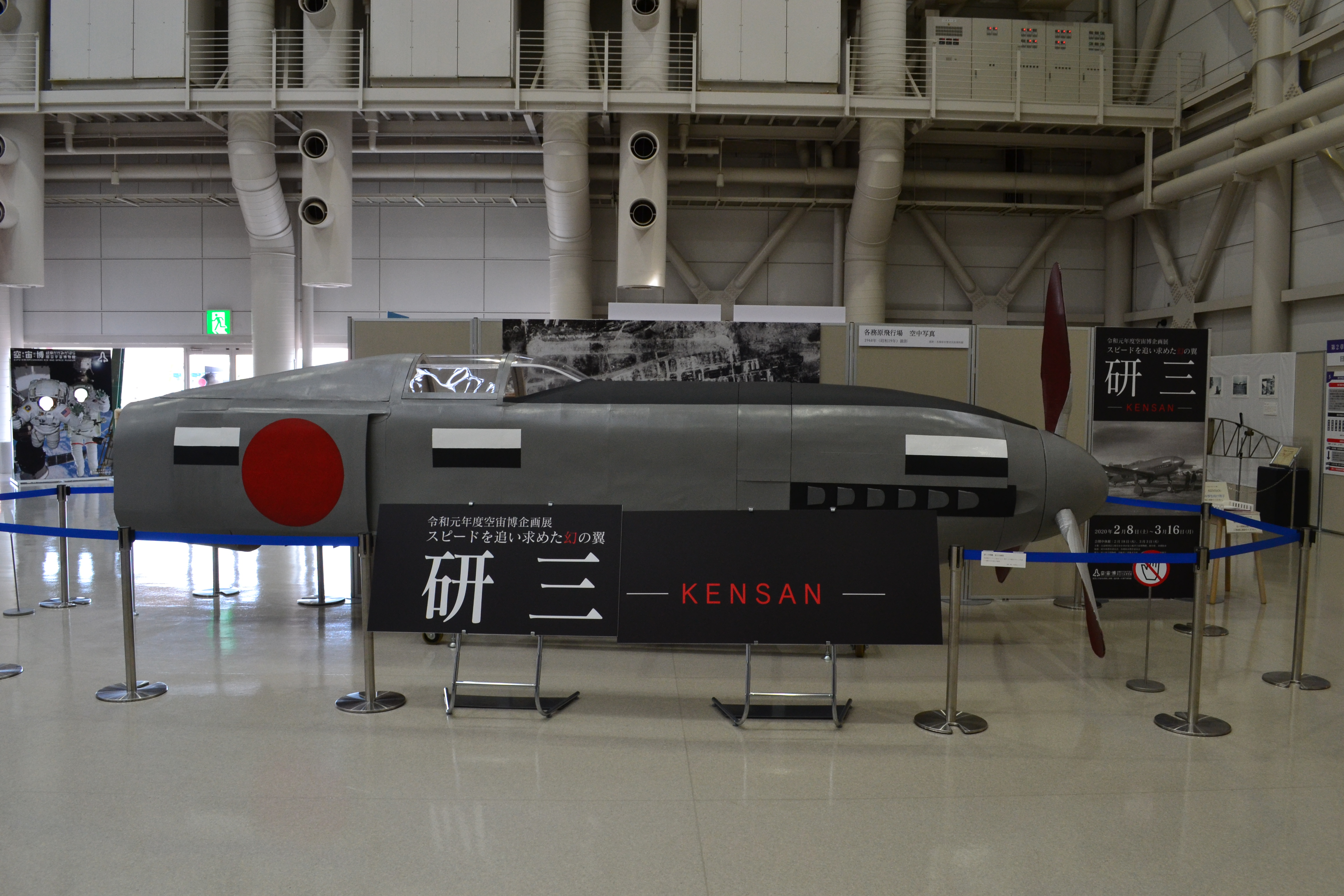
Fuselage conservé dans un musée.
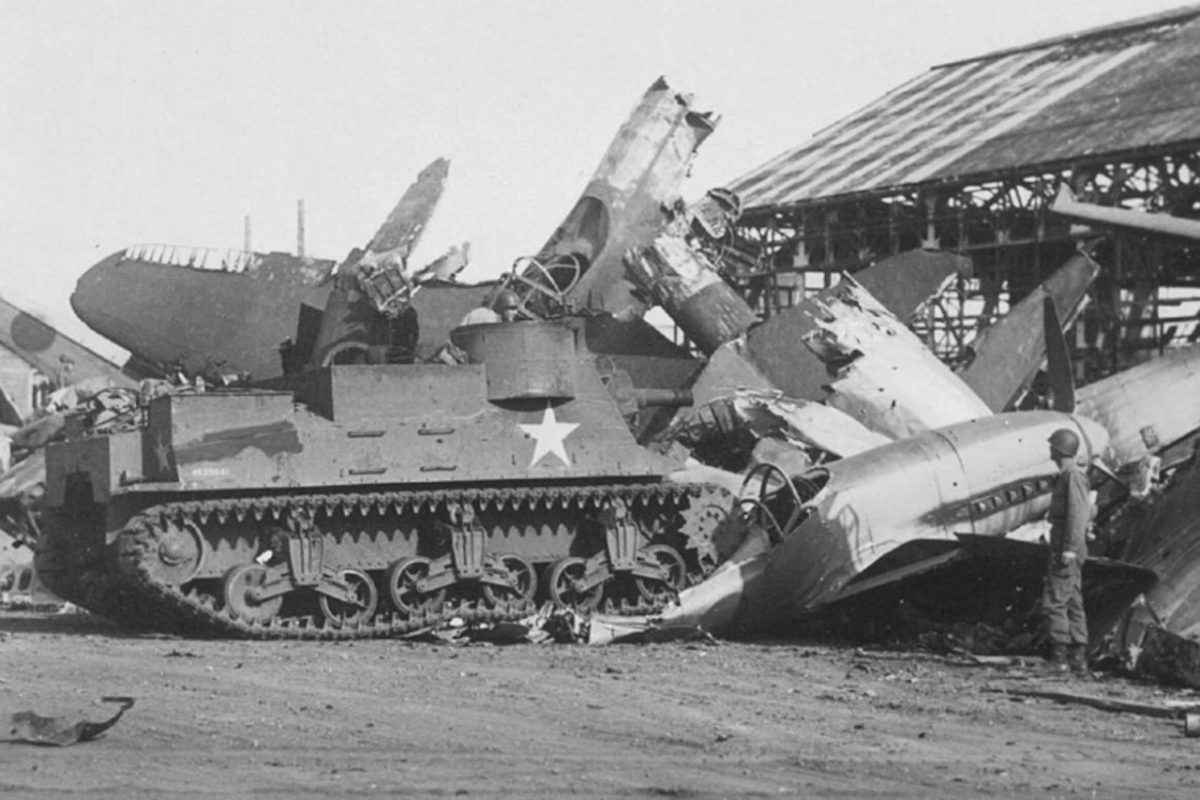
Destruction du prototype.